# 赫米特群島

赫米特群島（西班牙語：Islas Hermite）是智利的群島，位於該國南部德雷克海峽附近，北方為伍拉斯頓群島，行政方面由麥哲倫-智利南極大區負責管轄，屬於火地群島的一部分，由主要7個島嶼組成，其中最大的島為赫米特島，而最南方的島嶼合恩島為南美洲最南端合恩角所在，群島上無人居住。

## 外部連結
- Cape Horn & Hermite Islands chart （页面存档备份，存于）

55°50′00″S 67°25′00″W / 55.8333°S 67.4167°W